# 伊藤繁
伊藤 繁（いとう しげる 1947年8月12日 - ）は元スピードスケート選手、元競輪選手。長野県安曇野市出身。競輪選手時代は日本競輪選手会神奈川支部所属。日本競輪学校第21期卒業。ホームバンクは花月園競輪場。
息子の伊藤龍也（72期）も競輪選手。

## 戦績
元々はスピードスケートの選手で、当時の名門・三協精機（現在の日本電産サンキョー）に所属していた頃、競輪選手の私設養成所『小林学校』を主宰していた小林三郎の存在を知り、競輪選手に転身するべく小林に弟子入りし、日本競輪学校に合格して第21期生として入学した。今ではスピードスケートから競輪界へと転身する選手は少なくないが、伊藤はスケート競技から競輪界へと転身した事実上のパイオニアといえる存在である。
競輪学校の同期には田中博、河内剛、大宮政志らがいたが、卒業記念レースを優勝して注目されるようになり、1965年9月16日に川崎競輪場でデビューし1着となり、その開催では完全優勝する。その後1966年2月に静岡競輪場で開催された新人王決定競輪では決勝に進出したものの1位失格となってしまったが実力を大いに印象付けた。
そして1968年には第13回オールスター競輪・第25回全国都道府県選抜競輪と特別競輪を立て続けに制覇し、その存在を競輪界に大きくアピールした。
ところが全国都道府県選抜競輪優勝の直後、イタリアのローマで開催される世界自転車選手権へ平間誠記や班目秀雄と共に伊藤も出場することが決まっていたが、平塚競輪場で同大会へ向けての練習が行われていた際、平間が落車して頭を強く打ち、そのまま帰らぬ人となってしまう。その際、伊藤がその原因の一人であったということが報じられた。
伊藤がこの事で受けたショックは大きかったが、それでも第10回競輪祭競輪王戦を優勝し、この年だけで特別競輪3勝を果たし最優秀選手にも選ばれた。さらに同じ神奈川の選手である吉川多喜夫（20期）が高松宮杯競輪と日本選手権競輪を制して賞金王に輝き、高原永伍も秩父宮妃賜杯競輪を制したことから、当時高原永伍・平間誠記・白鳥伸雄の3強時代と言われてきた競輪界も、白鳥が前年に引退、平間が不慮の死を遂げたことから、競輪新時代はこの年を契機として、完全に神奈川の3人によって作られていくものだろうと考えられていた。
だが、この頃から高原に陰りが見え始め、1970年12月には吉川が突如引退を余儀なくされてしまう。加えて福島正幸・田中博・阿部道の新たな三強時代があっという間に到来して全盛を迎えたことから、1970年代前半頃において伊藤の特別競輪制覇のチャンスはほとんど巡ってこなくなった。
しかし1975年の第28回日本選手権競輪では、伊藤はゴールデンレーサー賞を制するなど絶好調の状態で決勝に進出し、久々のタイトル奪取が期待される好機が巡ってきた。ところが、ここで勝てばグランドスラム達成となる福島正幸が、ホームからカマシをかけた高橋健二の動きに乗じようとして1センターから捲りに出て行くもバランスを崩して落車。河内剛も乗り上げてしまった。この落車により伊藤はバック付近で大きく立ち遅れてしまい、最後は懸命に高橋を追うも届かずの2着に終わった。
伊藤はその後も特別競輪の決勝進出を2回果たすものの、絶好のチャンスはこの時が最後であり、伊藤の競輪選手としてのピークは1968年限りで事実上終わってしまった。
最盛期が過ぎてからは自ら競走で往年の活躍を知る者を沸かし続けるかたわらで、弟子の育成にも力を注いでいたが、晩年は胃癌のため長期の休養を強いられる。開腹手術により治癒は果たし2002年に一時復帰したが、選手としての体力が回復するまでには至らなかったとして自ら引退を決意し、2003年にホームバンクの花月園競輪場において引退セレモニーが行われた。同年4月28日に選手登録抹消。通算勝利数593。

## 引退後
引退してからも弟子への指導は続けるなど地元の重鎮としての立場にあり、また神奈川県内の競輪中継において解説者として出演している。花月園競輪場では伊藤の功績を讃え、同競輪場での開催が行われた2009年度までS級シリーズの『伊藤繁杯争奪戦』を年に一度開催していたが、2011年からは小田原競輪場で引き続き同レースが開催される。　　　　　　　　　　　現在『日本名輪会』会員。

## 主な獲得タイトル
- 1968年 - オールスター競輪（一宮競輪場）・全国都道府県選抜競輪（岐阜競輪場）・競輪祭競輪王戦（小倉競輪場）

## 競走スタイル
デビューから追込選手の信頼を得るために、自らは不利となってでも他の選手よりも早めに先行する「突っ張り先行」を行うことが多く、全盛期はそれでも逃げ切るスケールの大きな先行力で他を圧倒するレースぶりが際立ったことから、この大活躍ぶりに競輪マスコミは『怪童』というニックネームを授けた。